# Comté de Rodez

Armes du Rouergue et du comté de Rodez : De gueules, au léopard lionné d'or.

Le comté de Rodez est un fief faisant partie de l'ancienne province du Rouergue, aujourd'hui en Aveyron, et dont la capitale est Rodez. 
Les armes du comté sont « De gueules, au léopardé lionné d'or »

## Histoire
À la chute de l'Empire romain, le Rouergue changea souvent de maître : il appartint successivement aux Wisigoths en 472 ; aux Francs en 507 ; de nouveau aux Wisigoths en 512 ; aux rois d'Austrasie en 533 ; en 588 aux ducs d'Aquitaine, qui en furent dépouillés par Pépin le Bref en 768. Charlemagne l'incorpora en 778 au royaume d'Aquitaine et y établit des comtes qui, d'abord viagers, s'érigèrent par la suite en seigneurs héréditaires de leur comté. 

### Le comté de Rouergue
Vers le milieu du IXe siècle, Charles le Chauve confirma les comtes de Rouergue dans leurs possessions et y ajouta le comté de Toulouse qu'il détacha du duché d'Aquitaine.
À la mort de Hugues, onzième comte de Rouergue (1053), Berthe, sa fille, se vit disputer son héritage par Guillaume IV, comte de Toulouse, et son frère Raymond de Saint-Gilles. On prit les armes ; mais Berthe étant morte en 1065, les deux frères se tournèrent l'un contre l'autre. Après quinze ans de luttes, ils convinrent que Guillaume aurait le comté de Toulouse, et Raymond celui de Rouergue, dont il avait pris le titre à la mort de Berthe. Raymond succéda à son frère dans son comté, et le Rouergue devint l'apanage des fils puînés des comtes de Toulouse. En 1105, Raymond trouva la mort en Palestine, laissant deux fils, Bertrand et Alphonse âgé de deux ans. Alors des prétentions éclatèrent. Raimond-Bérenger III, comte de Barcelone, vicomte de Millau, et Guillaume, comte de Poitiers, profitant de la minorité d'Alphonse, entrèrent à main armée dans ses États. Trop faible pour résister, AIphonse se retira en Provence et ne reconquit ses deux comtés qu'en 1120. Jeanne, unique héritière de cette maison et femme d'Alphonse, comte de Poitiers, étant morte sans postérité, le Rouergue revint à la couronne en 1271.

### Le comté de Rodez
Cependant, Raymond de Saint-Gilles, en partant pour la croisade, avait engagé à Richard III, fils puîné de Béranger vicomte de Millau et de Rodez, la partie de la ville de Rodez appelée le Bourg et quelques châteaux. De là l'origine du comté de Rodez, car le vicomte Richard III prit le titre de comte de Rodez en 1112, profitant des luttes entre Guillaume IX d'Aquitaine et Alphonse Jourdain, comte de Toulouse. 
À la mort d'Henri II de Rodez, en 1304, le comté passa par testament à sa fille Cécile, mariée à Bernard VI, comte d'Armagnac et ce,  à condition qu'il reste reste toujours et invariablement uni au comté d'Armagnac. Cécile prit le titre de comtesse de Rodez, mais le comté lui fut disputé par ses sœurs. Cécile mourut en 1313, laissant pour héritier Jean Ier, son fils, qui unit définitivement les comtés d'Armagnac et de Rodez à la mort de son père Bernard VI en 1319 .
Les comtes d'Armagnac et de Rodez 
Jean Ier le Bon avait épousé en premières noces Reine de Goth, petite-nièce du pape Clément V. Après la mort de celle-ci, il se remaria avec Béatrix de Clermont, comtesse de Charolais, princesse du sang de France et arrière-petite-fille de saint Louis. Ce mariage fut l'une des principales causes de la puissance des comtes d'Armagnac, puisqu'elle les éleva au rang de seigneurs du sang de France. Jean se distingua dans les guerres de son temps, sous les règnes de Philippe de Valois et du roi Jean.
Jean II le Gras surnommé aussi le Bossu, fils de Jean Ier et de Béatrix de Clermont, employa la plus grande partie de son règne à délivrer le Rouergue des compagnies anglaises qui le désolaient. Il mourut en 1384, à Avignon, d'où son corps fut transporté dans l'église cathédrale d'Auch. Il laissa de son épouse, Jeanne de Périgord, deux fils, Jean et Bernard, qui lui succédèrent, et une fille, Beatrix, qui fut mariée en secondes noces à Barnabé Visconti, seigneur de Milan.
Jean III, lieutenant général des armées du roi en Languedoc, parvint à chasser, en 1387, les routiers du Rouergue. Ayant voulu donner du secours aux Florentins contre Galéas Visconti, duc de Milan, il fut blessé dans cette campagne, et il mourut peu de temps après de ses blessures. 
Bernard VII, le fameux connétable, fut massacré à Paris en 1418. C'était un grand capitaine mais "son excessive fierté, son inflexibilité, son despotisme, défauts fréquents dans sa famille, le perdirent". On a conservé de lui un mot qui le dépeint tout entier. Ses officiers étant venus lui dire que le peuple de Rodez était au moment de se mutiner : « Se ley dabale! » (« Si j'y descends ! ») fut sa réponse. 
Jean IV fut l'héritier et le successeur de Bernard, son père. Il habitait le Languedoc où il était lieutenant pour son père au temps que celui-ci était occupé à faire la guerre au duc de Bourgogne ; mais dès qu'il eut appris sa fin tragique il se retira en Rouergue, où il tâcha de se concilier, par ses bienfaits, la bienveillance de ses vassaux. Bien qu'il y vécût retiré, ses ennemis l'accusèrent de plusieurs griefs auprès du roi Charles VII, qui lui déclara la guerre en 1444 et confia le commandement de son armée au dauphin, plus tard Louis XI. Ce prince entra en campagne, assiégea Entraygues, puis Rodez et Sévérac-le-Château et soumit enfin toutes les places du comté. Ayant fait la paix avec le roi, Jean mourut en 1450, au château de L'Isle-Jourdain (Gers).
Jean V, son fils et successeur, s'attira, par sa vie scandaleuse, l'indignation du roi Charles VII. Il se rendit coupable de trahison envers le roi Louis XI, qui lui déclara la guerre. Poursuivi dans toutes ses retraites, Jean s'enferma dans Lectoure et y soutint un long siège ; mais la ville capitula, et le comte fut assassiné. C'est au château de Buzet-sur-Tarn que sa veuve, enceinte, reçut de trois empoisonneurs, le seigneur de Castelnau, Olivier le Roux et Guiraudon, le breuvage destiné à la faire avorter et qui la tua.
Charles, dernier comte du nom d'Armagnac, succéda en 1484 à Jean V, son frère, mais seulement pour le domaine utile. Il mourut en 1497, laissant pour seul héritier Charles d'Alençon, son petit-neveu, qui épousa Marguerite de France, sœur de François Ier, substituée aux droits du roi sur les biens de la maison d'Armagnac. Il mourut en 1525, sans postérité. Le comté passa alors à Henri d'Albret, le second mari de sa veuve. Son petit-fils, en devenait roi de France sous le nom d'Henri IV réunit le comté de Rodez à la France.
Le rattachement du comté à la couronne fut l'occasion pour les évêques de Rodez, qui se partageaient la ville de Rodez avec les comtes (les évêques étaient seigneurs de « la Cité », tandis que les comtes étaient seigneurs du « Bourg ») de reprendre à leur compte le titre de comte de Rodez.

## Sources
- Antoine Bonal, Comté et comtes de Rodez, Rodez, éditions Carrère, 1885
- Hippolyte de Barrau, Documents historiques et généalogiques sur les familles et les hommes remarquables du Rouergue dans les temps anciens et modernes, tome 1er, pages 265 et suivantes, Rodez, 1853-1860 (lire en ligne)
- Danièle Brillet, Un Armagnac en Rouergue - Jean Ier d'Armagnac, un grand seigneurs du Midi au XIVe siècle, in-8°, IV-248 pages. 13 pièces justificatives en annexe avec une généalogie des comtes de Toulouse et de Rouergue, une généalogie des comtes d'Armagnac, une carte des grands fiefs du Midi en principauté d'Aquitaine, une carte du comté de Rodez en Rouergue dans la première moitié du XIVe siècle, 2009, - Mémoire de la Société des Amis de Villefranche et du Bas-Rouergue, Villefranche-de-Rouergue."[2]
- Marius Constant, "Les comtes de Toulouse et de Rouergue sous Charles le Chauve", in Mémoires de la SLSAA, tome XIIe, 1906, p. 313.